# Vopovlje
Vopovlje este o localitate din comuna Cerklje na Gorenjskem, Slovenia, cu o populație de 121 de locuitori.